# Luçon Football Club
Maillots
Le Luçon Football Club est un club de football français fondé en 1924 sous le nom Stade luçonnais puis Vendée Luçon Football, et basé à Luçon. Le club évolue longtemps dans les championnats locaux de la Ligue du Centre-Ouest de football.
Intégré en Division d'honneur après la Seconde Guerre mondiale, le Stade luçonnais y évolue alors régulièrement et en est pensionnaire sans interruption de 1965 à 1978. À la suite d'une refonte des championnats, sa deuxième place lui permet cette année-là d'accéder à la Division 4, à laquelle il participe en alternance avec la DH. En 1990, le club est promu en Division 3 puis est reversé en National 2 à la suite d'une nouvelle refonte des championnats. Le Stade retrouve néanmoins la DH en 2000.
Le club se fait remarquer en 2002 en atteignant les 32e de finale de la Coupe de France, s'inclinant face au Paris Saint-Germain. Cette même année, le club du président Michel Reculeau est promu en CFA 2. Promu en CFA en 2008, le club s'illustre lors de la saison 2012-2013 en décrochant une place pour le National, où il a évolué jusqu'en 2016. L'équipe évolue en Régional 2 au stade Jean-de-Mouzon.

## Historique

### Débuts (1924-1945)
Le Stade luçonnais est fondé en 1924 et dispute dans un premier temps les championnats de la Ligue Centre-Ouest. Le club joue alors au Stade Phélippon. Dans les années 1920, le derby opposant au club aux Sables-d'Olonne constitue un temps fort de la saison. En 1929, le journal Vendée Républicaine note les « progrès indéniables » de l'équipe luçonnaise en termes de technique pure.
En 1932, le Stade luçonnais remporte le groupe Maritime de Division d'Honneur mais s'incline face au SO Chabannais, finaliste pour la quatrième fois consécutive. En 1933, le club termine champion de DH Centre-Ouest pour la première fois.
| \| Luçon \| Emplacement de Luçon (Vendée). |
| Luçon                                      |

### Un club de DH (1945-1978)
Après la Seconde Guerre mondiale, le Stade luçonnais est intégré en DH Centre-Ouest, dont il finit sixième du groupe A. Toutefois, cette saison 1945-1946, ce n'est pas suffisant pour s'y maintenir, le sixième étant justement le premier relégué.
Le Stade retrouve la DH en 1950-1951, saison à l'issue de laquelle il termine neuvième, à égalité de points avec Les Sables-d'Olonne, premier relégué. La saison suivante, le club est septième sur quatorze, avec 26 points. Huitième sur douze en 1953, c'est l'année suivante, en 1954 que le club luçonnais obtient ses meilleurs résultats sur la période, finissant troisième, à seulement trois points du champion, l'ESA Brive. Toutefois, les deux saisons suivantes, le club finit huitième sur treize, dont à nouveau à égalité de points avec le premier relégué en 1955,. À l'issue de la saison 1956-1957, le Stade luçonnais, avant-dernier, scelle son retour en D2 régionale.
Il faut attendre 1964 pour retrouver le Stade luçonnais en Division d'Honneur, dont il termine cinquième et où il réalise par la suite des exercices difficiles. En 1966, le club rejoint la Ligue Atlantique de football, dont la création est officialisée le 10 janvier 1967 et dispute ainsi la saison 1967-1968 au sein de la nouvelle DH Atlantique.
Deuxième de DH Atlantique en 1978, le Stade luçonnais est toutefois promu dans le nouveau championnat de France de football de Division 4. C'est la première fois que le club est invité à participer à un championnat de niveau national.

### Découverte des championnats nationaux (1978-1993)
Affecté au groupe E de Division 4 1978-1979, le Stade luçonnais réalise un bon premier exercice en finissant quatrième sur quatorze, avec seulement six points de moins que le premier promu. Le SL finit encore quatrième en 1980, avec notamment une victoire 5-1 contre les Cormorans sportifs de Penmarc'h. Le club se classe encore cinquième en 1981 mais ne parvient pas à enchaîner : dernier de l'édition suivante avec une différence de buts de -36, le Stade luçonnais retourne en DH.
Toutefois, ce retour ne dure qu'une saison, le SL réussissant la remontée immédiate en terminant champion de Division d'Honneur. Son retour en Division 4 en 1983 le voit lutter pour le maintien : à égalité de points avec le premier relégué en 1984, le club entame une lourde chute en 1986 avec deux relégations d'affilée. Ainsi, pour la saison 1987-1988, le club vendéen est de retour en Promotion pour la première fois depuis 1965.
Le club rebondit toutefois rapidement. Après avoir réussi une remontée immédiate, le Stade luçonnais enchaîne trois montées successives en finissant champion de Division d'Honneur en 1989 et deuxième de Division 4 en 1990. Ainsi, le club découvre la Division 3 dont il finit huitième du groupe Ouest, en milieu de tableau. Le Stade luçonnais se maintient trois saisons à ce niveau, jusqu'en 1993, pour ce qui constitue alors l'acmé de l'histoire du club.

### Baisse de niveau (1993-2007)
En 2001-2002, le Stade luçonnais réalise un début de saison enviable avec huit victoires et deux nuls après dix matchs. De ce fait, il est pronostiqué favorablement pour la montée en CFA 2. C'est chose faite lorsque le club finit champion de DH Atlantique avec dix points de plus que Brétignolles-sur-Mer.
Après avoir terminé cinquième de son groupe de CFA 2 en 2003, le Stade luçonnais change de nom et devient le Vendée Luçon Football.

### Retour au premier plan (depuis 2007)
Le club remonte en CFA en 2008 puis en National en 2013.
En CFA 2011-2012, le VLF occupe longtemps la première place du groupe D.
En 2014-2015, malgré un début poussif, le VLF réalise une saison exceptionnelle avec notamment une série de 17 matchs sans défaite qui le porte à la cinquième place au classement. Selon Sébastien Roi, entraîneur-adjoint du RC Strasbourg, cette saison-là, « Luçon pratique le meilleur football de National ». Bruno Luzi, entraîneur du FC Chambly, parle du « Barça du National ».

## Palmarès et résultats sportifs

### Titres et trophées
Le Stade luçonnais remporte le titre de champion de DH Centre-Ouest en 1933. À la faveur du changement de ligue des clubs de Vendée en 1967, le club remporte la Division d'Honneur Atlantique à trois reprises, en 1983, 1989 et 2002. Le Vendée Luçon Football remporte un titre de champion de CFA tous groupes confondus en 2013.
Le tableau suivant récapitule les performances du Vendée Luçon Football dans les diverses compétitions françaises.
| Compétitions nationales                                     | Compétitions régionales |
| ----------------------------------------------------------- | --- |
| - CFA (1) - Champion en 2013 - CFA2 (1) - Champion en 2008. | - Division d'Honneur Centre-Ouest (1) - Champion en 1933 - Division d'Honneur Atlantique (3) - Champion en 1983, 1989 et 2002. - Coupe de l'Atlantique (2) - Vainqueur en 1980 et 2009. |

À cela, il faut ajouter douze coupes de Vendée, record du département.

### Bilan sportif
Le tableau ci-dessous récapitule le bilan par saison du club en championnat et Coupe de France depuis 1996 :

### Parcours en Coupe de France
Le Stade luçonnais participe au 8e tour de la coupe de France 1984-1985. Alors en Division 4, l'équipe s'incline 4-1 face au FC Sète (D2). Il faut attendre 1991-1992 pour retrouver le club à ce niveau, où il est éliminé par le Pau Football Club, dans un duel de clubs de Division 3.
En 2001-2002, le club luçonnais se qualifie pour les trente-deuxièmes de finale et affronte le Paris Saint-Germain Football Club. Le Stade luçonnais évoluant alors en DH, le tirage est jugé « clément » et le PSG est largement favori. Les Parisiens s'imposent 2-0 à Niort.
En 2011-2012, Luçon atteint les seizièmes de finale et affronte l' Olympique Lyonnais à la Beaujoire à Nantes. L'OL est favori mais les Luçonnais se battront tout le match pour ne perdre que 2-0. C'est la seule fois où le VLF atteindra un tour aussi important.
En 2012-2013, Luçon atteint les trente-deuxièmes de finale et ne s'incline qu'aux tirs-au-but face au Stade brestois, alors en Ligue 1. En 2013-2014, le club luçonnais est éliminé au 8e tour par les Chamois niortais, alors en Ligue 2. En outre, le club luçonnais n'a jamais éliminé de club évoluant dans un championnat supérieur.

## Personnalités du club

### Présidents
Le club est présidé de 1987 à 2016 par Michel Reculeau.
- 2017-2020 : Jacky Chauveau
- 2020- : Isabelle Blanchet

### Entraîneurs
Entraîneur de 2000 à 2003, Yannick Plissonneau est champion de DH Atlantique en 2001 et atteint les trente-deuxièmes de finale de Coupe de France 2001-2002,.
L'ancien professionnel Ludovic Batelli a été l'adjoint de Jean-Claude Casties pendant trois mois, puis de Pierre Mosca.
Le tableau suivant présente la liste des entraîneurs du club depuis 1924.
| Rang | Nom                  | Période   |
| ---- | -------------------- | --------- |
|      | ?                    | 1924-1990 |
|      | Georges Van Straelen | 1990-1993 |
|      | Jean-Claude Casties  | 1992      |
|      | Pierre Mosca         | 1992-1995 |

| Rang | Nom                 | Période   |
| ---- | ------------------- | --------- |
|      | Bruno Périer        | 1997-2000 |
|      | Yannick Plissonneau | 2000-2003 |
|      | Éric Bourget        | 2003-2005 |
|      | Frédéric Reculeau   | 2005-2016 |

| Rang | Nom             | Période |
| ---- | --------------- | ------- |
|      | Frédéric Péquin | 2017-   |

Frédéric Péquin

### Anciens joueurs
Au début des années 1990, le défenseur Didier Heyman termine sa carrière au Stade luçonnais.

## Aspects juridiques et économiques

### Statut juridique et légal
Le club est géré par une association loi de 1901 dont le président est Michel Reculeau. Le club est affilié à la Ligue atlantique de football et au district de Vendée sous le numéro 506954. Basé au 27 route de la Roche à Luçon, le club a pour secrétaire générale, Monique Reculeau et pour correspondant, Frédéric Pequin. La trésorière est Michèle Marratier, le correspondant jeunes est Stéphane Masala. Le référent des arbitres est Jean-Michel Tinel et le responsable de la sécurité est Jacky Chauveau, secondé par Jean-Marie Charrier.
Le club a quatre vice-présidents : Philippe Auvinet, Jacky Chauveau, Loïc Mandin et Denis Pérot et le responsable de la communication est Mickaël Michée ; de plus, le club emploie 68 autres dirigeants, dont six font partie du conseil d'administration,.

### Éléments comptables
Alors que son budget est d'environ 800 000 euros pour la saison 2012-2013 en CFA, la montée en National entraîne un doublement des ressources du club, le budget augmentant à hauteur de 1,5 million d'euros. Avec cette montée, le club envisage également d'engager un salarié à temps partiel pour les tâches de comptabilité.

### Équipementiers et sponsors
En 2013, l'équipementier du club est l'Américain Nike.

## Structures du club

### Stades
À sa fondation, le club évolue au Stade Phélippon. En 1966, le Stade luçonnais emménage au Stade Eugène-Beaussire.
Le stade est renommé stade Jean-de-Mouzon[Quand ?] en l'honneur d'un ancien maire de Luçon. Sa capacité varie en fonction des sources : 2 000
En novembre 2014, le stade est vandalisé : des extincteurs sont vidés et jetés au milieu du terrain, et la pelouse est endommagée.
Le stade Jean-de-Mouzon n'est pas le seul utilisé par le club, l'autre stade principalement utilisé par le club, est le stade de la plaine du Sourdy,.

### Formation et équipes réserves
Le VLF possède une école de football, qui a notamment été honorée par un « label qualité » du district de Vendée en 2008.
En comptant l'équipe première, le VLF possède treize équipes (réserves, jeunes, etc.) en compétition.
En 2015-2016, l'équipe réserve du Vendée Luçon Football évolue en DSR, soit au deuxième échelon régional. Les équipes de jeunes évoluent au niveau départemental et les équipes de jeunes engagées en compétition sont des équipes de moins de 19, 17, 15 ou 13 ans. Le club luçonnais détient une « école de football », qui possède des équipes de joueurs de moins de 11, 9 et 7 ans, non-engagées en compétition. Le VLF possède également des équipes de vétérans et une section de futsal.

## Historique du logo

Logo du Vendée Luçon Football jusqu’à 2016
Logo de Luçon Football Club de 2016 à 2020